# Усово (Бережанская волость)
Усово — деревня в Бережанской волости Островского района Псковской области.
Расположена на правом берегу реки Утроя, в 16 км к юго-западу от центра города Остров и в 3 км к югу от деревни Федосино. Юго-восточнее находится одноимённая деревня Усово.
Численность населения деревни по состоянию на 2000 год составляла 1 человек.
До 2005 года деревня входила в состав ныне упразднённой Пальцевской волости с центром в д. Федосино.